# David Teniers starší
David Teniers starší  (1582 – 29. července 1649) byl vlámský malíř narozený v Antverpách. Je otcem Davida Tenierse mladšího, který se proslavil také jako umělec.

## Životopis
David Teniers starší se učil malovat od svého bratra Juliaena Tenierse (také znám jako Juliaan Teniers, 1572–1615), poté u Rubense v Antverpách. Následně byl žákem Adama Elsheimera v Římě. V roce 1606 se stal členem asociace malířů v Antverpách. Přestože maloval velké náboženské, historické a mytologické kompozice, proslavil se především krajinomalbou, obrazy s rolníky, venkovskými slavnostmi a podobně. Díla jsou poznamenána zdravým smyslem pro humor a často bývají zaměňována s ranými pracemi Davida Tenierseho mladšího, jeho syna.
Velký obraz Tenierse staršího Works of Charity je v kostele sv. Pavla v Antverpách. Ve vídeňské galerii jsou čtyři krajiny malované Teniersem pod vlivem Elsheimera a čtyři malé mytologické obrázky Vertumnus a Pomona, Juno, a Jupiter a Io. Charakteristické scény venkovského života ukazují obrazy Hra s miskami (Playing at Bowls), Rozhovor tří mužů a ženy (Conversation of three men and a woman), Skalnatá krajina (Rocky Landscape). Další ukázky jeho práce lze nalézt v galeriích Petrohradu, Madridu, Bruselu, Mnichova, Drážďan a v Berlíně Pokušení sv. Antonína (The Temptation of St Anthony).
Teniers také dosáhl úspěchu jako prodejce obrazů a je známo, že se zúčastnil veletrhu St. Germain v Paříži v roce 1635, s velkým množstvím obrazů svých a jeho čtyř synů. Zemřel v Antverpách v roce 1649.

## Galerie

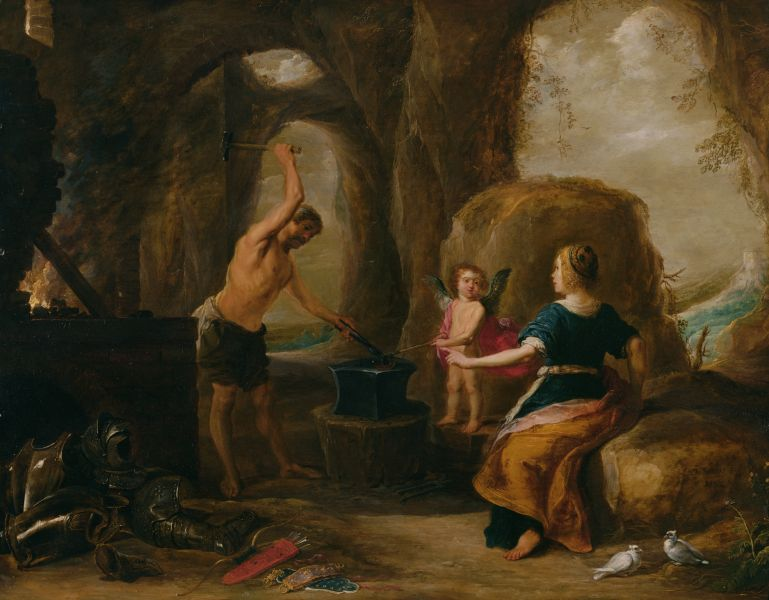
David Teniers starší, Venuše navštěvuje Vulkána v jeho kovárně (Venus Visiting Vulcans Forge)
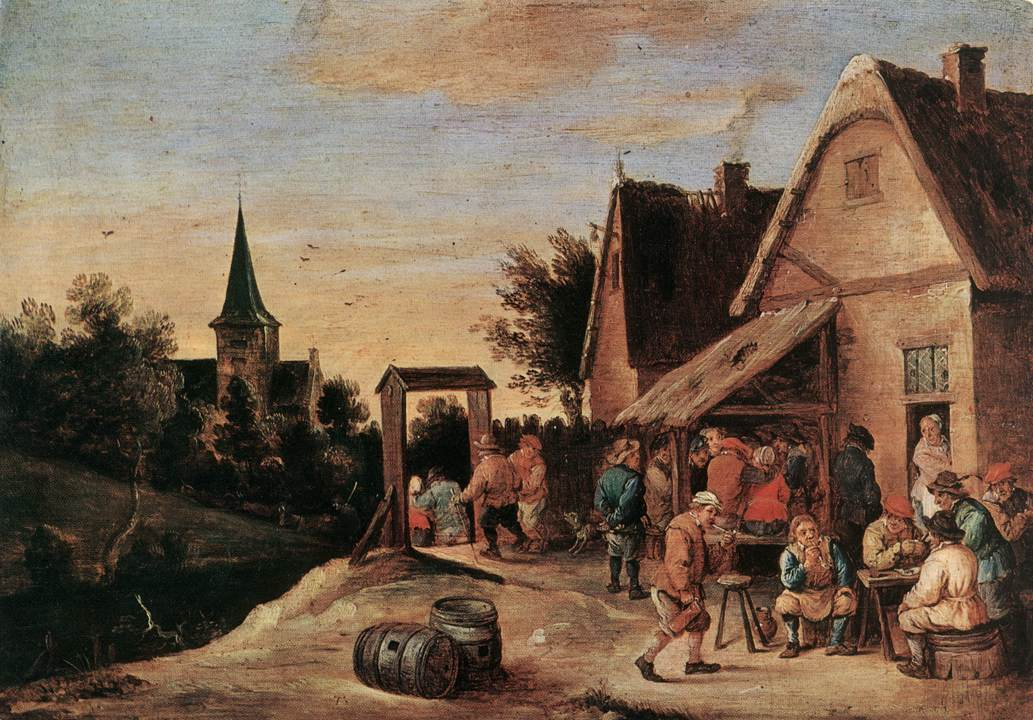
David Teniers starší, Venkovská oslava (Village Feast)